# 松尾正信
松尾 正信（まつお まさのぶ）は日本の工学者。京都情報大学院大学の教授である。

## 経歴
- 京都大学工学部電気工学科卒業[2][3]
- （米国）カリフォルニア大学サンタバーバラ校修士課程修了（コンピュータサイエンス専攻）Master of Science，同博士課程修了，Ph.D. [2][3]
- 住友電気工業株式会社[4]米国ソフト研究部門初代代表
- Twin Sun Inc 設立（現Open Axis Inc ）CEO[3][5][6]

## 著書
- 松尾正信,「マインドフルネス＝MINDFULNESS:沈黙の科学と技法」,近代科学社,2017年8月 ISBN 9784764905412

## 論文
- 松尾正信,D.stottParkerJr.,PaulEggert,「Prologによる知識データシステム」,情報処理学会研究報告データベースシステム（DBS）1985巻35号（1985-DBS-049）,pp.1-8,1985年9月20日 ISSN 0919-6072
- 土井康雄,横原恭士,松尾正信,有馬甲,たちばな伸俊,「Prologを用いた知識ベースシステムExpert-U」,SEIテクニカルレビュー（住友電気）128号,pp.61-65,1986年3月 ISSN 1343-4330
- DOI.Y,YOKOHARA.T,MATSUO.M,ARIMA.K,TACHIBANA.N,「エキスパート-U Prologに基づいた知識ベース管理システム,Sumitomo Electric Technical Review26号,pp.57-161,1987年1月 ISSN 0376-1207
- 土井康雄,近藤幾雄,横原恭士,松尾正信,松本宏,有馬甲,篠河亮子,橘伸俊,「日本語EXPERT-U」,SEIテクニカルレビュー（住友電気）131号,pp.36-41,1987年9月 ISSN 1343-4330
- 松尾正信,有馬甲,「ワークステーションにおける自然言語インターフェイス技術（ワークステーションの高度応用技術特集）」,システム制御情報学会編・システムと制御32(5),pp.302-308,1988年5月 ISSN 03744507
- 松尾正信,「私はアメリカで会社をつくった-アメリカで起業した日本人を追う」,東洋経済新報社雑誌：ベンチャークラブ53号,pp.117,1998年3月 ISSN 13438336